# Pro Evolution Soccer 2019
Pro Evolution Soccer 2019 (oficialmente abreviado como PES 2019, y llamado Winning Eleven 2019 en Japón) es un videojuego simulador de fútbol de la serie Pro Evolution Soccer desarrollado y publicado por Konami. Fue anunciado el 9 de mayo de 2018 y su fecha de lanzamiento a la venta es el 28 de agosto de 2018 en América y el 30 de agosto de 2018 en Europa y Australia para las plataformas PC, Xbox One y PlayStation 4, dejando atrás la anterior generación de consolas de PlayStation 3 y Xbox 360. Cuenta con tres diferentes versiones, la edición estándar, la David Beckham edition y la "Legend edition", esta última solo en formato digital. Todas las versiones incluyen diversos contenidos para myClub dentro de PES, incluyendo la cesión por 10 partidos del rostro del juego, Philippe Coutinho y una versión 2018 del embajador de PES, David Beckham.

## Demostración
Konami lanzó una demo de Pro Evolution Soccer 2019 que está disponible desde el 8 de agosto para las consolas PlayStation 4, Xbox One y PC a través del repositorio digital Steam, con la particularidad de que esta última salió en simultáneo con el resto de las plataformas, a diferencia de ediciones anteriores. Cuenta con los clubes europeos FC Barcelona, FC Schalke 04, Liverpool FC, AC Milan, Internazionale de Milán, AS Monaco y los clubes sudamericanos Flamengo, Palmeiras, São Paulo FC y Colo-Colo. Por su parte, las selecciones nacionales que están disponibles son Argentina y Francia. Los dos estadios en los que se puede jugar son el Camp Nou y el Veltins-Arena.

## Novedades

### Licencias
International Champions Cup
El 24 de julio de 2017 Konami y la ICC firmaron un acuerdo de cooperación. Si bien en un principio se anunció que este torneo se incluiría en PES 2018, no fue hasta ahora que se anunció su inclusión dentro del videojuego. El mismo se incluirá como un torneo de pretemporada dentro del apartado de la Liga.
Perdida de la licencia de las competiciones de UEFA
La web oficial de la UEFA ha anunciado que el acuerdo de cooperación con Konami, respecto al videojuego Pro Evolution Soccer ha cesado después de varios años, por lo cual a partir de la versión 2019, ya no se contará con las competiciones organizadas por esta asociación, incluyendo la UEFA Champions League, UEFA Europa League, y la UEFA Super Cup; estos están presentes en el título rival FIFA 19. El estadio "The Ultimate Stage", desbloqueable al llegar a la final de la UEFA Champions League en el juego, presente en PES 2018, tampoco aparecerá en esta edición de la saga.
Nuevas Ligas
La web oficial menciona el arribo de nuevas ligas licenciadas, las cuales serán anunciadas en un futuro próximo antes del lanzamiento. Según la versión japonesa del sitio web de PES 2019, estas ligas serían nueve en total, y principalmente del continente europeo, mientras que la web en coreano dice que se trataría de siete ligas.
El 23 de mayo de 2018, Konami dio la bienvenida a siete ligas adicionales a partir de nuevos acuerdos, anunciando además más estadios. Esta iniciativa incluye licencias de las principales categorías de países como Bélgica, Escocia, Dinamarca, Suiza, Portugal, Argentina y Rusia; esta última de manera exclusiva. En el mes de julio se hizo el anuncio de nuevas ligas de otros países: Turquía, con la inclusión de la Superliga de Turquía, Colombia con la Liga Águila y Chile, con el Campeonato Scotiabank licenciado, a diferencia de ediciones anteriores. También se incluyó a la Superliga de China y la Thai League de Tailandia.
Eliminación de la Segunda División de España y la Serie B italiana
La página web oficial de PES 2019 ha publicado la lista de ligas completas que aparecerán en PES 2019, dando la sorpresa de que la Segunda División de España y la Serie B de Italia se encuentran eliminadas del juego. Al consultarle esto a la página oficial de PES en Twitter, se reveló que fueron borradas para agregar más ligas licenciadas porque faltaba espacio en el disco. La comunidad de PES se ha mostrado enojada con ese anuncio y ha pedido que se vuelvan a añadir.

### Nuevo myClub
El modo myClub cuenta con varios cambios en esta versión, donde se tendrá una mejor inclusión del modo PES LEAGUE con partidos semanales en distintos grupos de acuerdo al nivel del jugador, un sistema de cartas con jugadores en momentos o partidos específicos, además de continuar con los modos y características ya presentes en ediciones pasadas como el modo cooperativo y las leyendas.

#### Fichajes
El coste para fichar a un solo jugador será de 100 myClub coins, también existe un agente con el cual es posible fichar 3 jugadores a la vez por 250 myClub coins o 25000 GP, por lo que se podrá obtener jugadores más fácilmente. Se podrán fichar jugadores duplicados, además si se obtiene la carta de un mismo jugador tres veces, estos podrán ser cambiados por otra carta de jugador de la misma rareza.
Los espacios para agentes y ojeadores fueron aumentados a un máximo de 1000, también se puede fichar hasta 50 entrenadores, además estos últimos serán actualizados con más frecuencia.

#### Entrenadores
A partir de esta edición, hay 3 tipos de entrenadores:
- Entrenador de experiencia: ya presente en ediciones anteriores este entrenador tiene la función de subir el nivel de los jugadores.
- Entrenador de habilidades: Con este nuevo entrenador se puede enseñar habilidades[12] o skills a un jugador.
- Entrenador de posición: La función de este entrenador consiste en enseñar nuevas posiciones en el campo a jugador.

### Temporada realista de Liga Master
El modo Liga Master trae tres cambios, que incluyen la International Champions Cup en pretemporada, un mejor sistema de negociación de traspasos y licencias de más ligas. Además hay otras mejoras como:
- Incorporación de Noticias: Se añaden noticias en el menú de la Liga Master que albergan vídeos como la conferencia de prensa con la firma de un nuevo entrenador, ganando una competición, recibiendo un título y otros momentos resaltando los hitos importantes del club que estás administrando.
- Desarrollo del jugador más preciso y realista: El desarrollo de un jugador es más preciso y realista, apoyándose en las 11 nuevas habilidades que se han añadido a PES 2019. Habilidad "GK" añadido al entrenamiento clave. Además, hay una función para distribuir el grado de enfoque por cada tipo de entrenamiento. Los usuarios también pueden desarrollar jugadores de acuerdo a la estrategia de su equipo.
- Flujo de negociaciones de transferencia: El flujo general de la transferencia de negociaciones ha cambiado, por lo que las condiciones/términos se sabrán desde el comienzo.
- Rol de equipo y personalidad: Revisa cada uno de los rasgos de las personalidades de los jugadores. La personalidad del jugador se puede componer de uno de los cuatro tipos de rasgos y su rol de equipo se basará en su personalidad.
- Nuevos efectos Rol de Equipo: Nuevos roles como Creando una Estrella, Chico Malo y Súper Estrella se añadirán al Rol de Equipo.
- Negociaciones didácticas: Tendrás la oportunidad de sentirte un verdadero mánager negociando por tus jugadores favoritos, todo depende de cómo lleves las negociaciones.

### Aspectos Mejorados
-  Vuelve la Nieve: Una de las principales novedades de esta entrega es la vuelta de la condición climatica con nieve, anunciada durante el día del anuncio de PES 2019 en la cuenta oficial de Twitter para Latinoamérica compartiendo una imagen del Anfield Road nevado.
- Soporte 4K HDR: El juego contará con compatibilidad 4K HDR en las plataformas que lo admitan, esto quiere decir que estarán disponibles en PC, PlayStation 4 Pro y Xbox One X, permitiendo tener gráficos con mayor nitidez y una gama de colores más realista.

## Portada
La portada de la versión global del juego, al igual que en la edición anterior, estará relacionada al acuerdo con FC Barcelona. Dicha versión contará con Philippe Coutinho como rostro; en tanto que habrá ediciones especiales para algunos países; la edición francesa tendrá al jugador colombiano y capitán del AS Monaco, Radamel Falcao y a Coutinho en la portada, mientras que la que saldrá para Colombia incluirá a estos dos jugadores, con la diferencia de que Falcao, aparecerá con la camiseta de la Selección de Colombia. A su vez, Turquía contará con una portada especial, en la que estará una de sus principales figuras, Hakan Çalhanoğlu, junto a Coutinho, mientras que la que será dirigida para Japón tendrá a varios futbolistas del FC Barcelona: Philippe Coutinho, Luis Suárez, Lionel Messi, Ivan Rakitić y Sergio Busquets. En la versión argentina del juego, Coutinho y Falcao estarán acompañados del delantero de Boca Juniors, Darío Benedetto; mientras que la versión chilena, tendrá en su portada a Coutinho y Falcao, acompañados del delantero de Colo-Colo, Esteban Paredes. Asimismo, clubes partner de PES como Schalke 04, Liverpool e Inter de Milán contarán con una portada exclusiva. Además, la edición especial contará con David Beckham, principal leyenda del Pro Evolution Soccer, en la tapa del juego.
| Región                    | Jugador(es)                                      |
| Edición Estándar          | Edición Estándar                                 |
| ------------------------- | ------------------------------------------------ |
| Global                    | Philippe Coutinho                                |
| Francia Mónaco            | Radamel Falcao Philippe Coutinho                 |
| Argentina                 | Radamel Falcao Darío Benedetto Philippe Coutinho |
| Colombia                  | Radamel Falcao Philippe Coutinho                 |
| Chile                     | Radamel Falcao Philippe Coutinho Esteban Paredes |
| Perú                      | Radamel Falcao Darío Benedetto Philippe Coutinho |
| Turquía                   | Hakan Çalhanoğlu Philippe Coutinho               |
| México                    | Radamel Falcao Darío Benedetto Philippe Coutinho |
| Japón                     | FC Barcelona (*)                                 |
| Edición Estándar (Clubes) |                                                  |
| Alemania                  | FC Schalke 04                                    |
| Inglaterra                | Liverpool FC (**)                                |
| Italia                    | Internazionale de Milán                          |
| Escocia                   | Celtic FC                                        |
| Edición David Beckham     |                                                  |
| Global                    | David Beckham                                    |

* : Philippe Coutinho, Lionel Messi, Luis Suárez, Arturo Vidal y Sergio Busquets.
**: Trent Alexander-Arnold, Virgil van Dijk y Roberto Firmino.

## EquiposPartner
Desde PES 2017, Konami negocia acuerdos individuales con ciertos equipos de distintas ligas alrededor del mundo. A estos se los conoce como equipos partner, y este es el listado de los que participarán en PES 2019:
| País       | Equipo                  | Notas  |
| ---------- | ----------------------- | ------ |
| España     | FC Barcelona            |        |
| Inglaterra | Arsenal FC              | [ 17 ] |
| Inglaterra | Liverpool FC            |        |
| Italia     | Internazionale de Milán | [ 18 ] |
| Italia     | AC Milan                | [ 19 ] |
| Francia    | AS Monaco               | Nuevo  |
| Alemania   | FC Schalke 04           | Nuevo  |
| Escocia    | Celtic FC               | Nuevo  |
| Escocia    | Rangers FC              | Nuevo  |
| Argentina  | Boca Juniors            |        |
| Argentina  | Independiente           |        |
| Argentina  | River Plate             |        |
| Argentina  | Vélez Sarsfield         | Nuevo  |
| Brasil     | SC Corinthians          |        |
| Brasil     | Flamengo                |        |
| Brasil     | Palmeiras               | [ 22 ] |
| Brasil     | São Paulo FC            | Nuevo  |
| Brasil     | Vasco da Gama           | [ 24 ] |
| Chile      | Colo-Colo               |        |
| Perú       | Alianza Lima            |        |
| Perú       | Sporting Cristal        |        |

## Embajadores
| País      | Jugador           | Equipo            |
| --------- | ----------------- | ----------------- |
| Brasil    | Philippe Coutinho | FC Barcelona      |
| Brasil    | Nenê              | São Paulo FC      |
| Brasil    | Dudu              | Palmeiras         |
| Colombia  | Radamel Falcao    | Galatasaray S. K. |
| Turquía   | Hakan Çalhanoğlu  | AC Milan          |
| Argentina | Darío Benedetto   | Boca Juniors      |
| Chile     | Esteban Paredes   | Colo-Colo         |

## Competiciones
Esta es la lista completa de ligas y competiciones presentes en PES 2019. Hay un total de 23 ligas en el juego, con 16 licenciadas (17 si se cuenta a la Serie A de Italia, que en el videojuego aparece como Italian League, pero cuenta con todos sus clubes licenciados, a excepción de la Juventus de Turín), 4 sin licencia, y 3 ficticias; entre ellas, 355 clubes están presentes, y 293 están licenciados, con 79 clubes licenciados más en comparación a PES 2018. Los equipos y ligas sin licencia (como LaLiga Santander de España o la Premier League de Inglaterra), sin embargo, cuentan con sus plantillas y jugadores reales.
Competiciones y torneos tanto a nivel club como selección nacional están presentes, pero a excepción de la International Champions Cup y la AFC Champions League, todas ellas están sin licenciar o son ficticias.
| Clubes                    | Clubes                      | Clubes                         | Clubes     | Clubes     |
| Nacionales                | Nacionales                  | Nacionales                     | Nacionales | Nacionales |
| Región                    | Competición                 | Competición                    | Licencia   | Notas      |
| CONMEBOL                  | CONMEBOL                    | CONMEBOL                       | CONMEBOL   | CONMEBOL   |
| ------------------------- | --------------------------- | ------------------------------ | ---------- | ---------- |
| Argentina                 | Superliga Quilmes Clásica   | Superliga Quilmes Clásica      | 1          | Regresa    |
| Brasil                    | Campeonato Brasileiro       | Campeonato Brasileiro          | 1          |            |
| Chile                     | Campeonato Scotiabank       | Campeonato Scotiabank          | 1          | Regresa    |
| Colombia                  | Liga Águila                 | Liga Águila                    | 1          | Nueva      |
| Ficticio                  | PLA League                  | PLA League                     | 5          |            |
| UEFA                      |                             |                                |            |            |
| Bélgica                   | Jupiler Pro League          | Jupiler Pro League             | 1          | Nueva      |
| Dinamarca                 | Superliga                   | Superliga                      | 1          | Nueva      |
| Escocia                   | Ladbrokes Premiership       | Ladbrokes Premiership          | 1          | Nueva      |
| España                    | LaLiga                      | España - División 1            | 3          |            |
| Francia Mónaco            | Ligue 1 Conforama           | Ligue 1 Conforama              | 1          |            |
| Francia Mónaco            | Domino's Ligue 2            | Domino's Ligue 2               | 1          |            |
| Inglaterra Gales          | Premier League              | English League                 | 3          |            |
| Inglaterra Gales          | EFL Championship            | English 2nd Division           | 4          |            |
| Italia                    | Serie A                     | Italia - División 1            | 3          |            |
| Países Bajos              | Eredivisie                  | Eredivisie                     | 1          |            |
| Portugal                  | Liga NOS                    | Liga NOS                       | 1          | Nueva      |
| Rusia                     | Liga Premier de Rusia       | Liga Premier de Rusia          | 1          | Nueva      |
| Suiza                     | Raiffeisen Super League     | Raiffeisen Super League        | 1          | Nueva      |
| Turquía                   | Spor Toto Süper Lig         | Spor Toto Süper Lig            | 1          | Nueva      |
| Ficticio                  | PEU League                  | PEU League                     | 5          |            |
| AFC                       |                             |                                |            |            |
| China                     | Chinese Super League        | Chinese Super League           | 1          | Nueva      |
| Tailandia                 | Toyota Thai League          | Toyota Thai League             | 1          | Nueva      |
| Ficticio                  | PAS League                  | PAS League                     | 5          |            |
| Internacionales           |                             |                                |            |            |
| Región                    | Competición                 | Competición                    | Licencia   | Notas      |
| Global                    | FIFA Club World Cup         | Club International Cup         | 3          |            |
| Europa                    | UEFA Champions League       | Campeonato de Clubes de Europa | 3          |            |
| Europa                    | UEFA Europa League          | Copa Máster de Europa          | 3          |            |
| Europa                    | UEFA Super Cup              | Supercopa de Europa            | 3          |            |
| América del Sur           | Copa CONMEBOL Libertadores  | Campeonato Sudamericano        | 3          |            |
| Asia                      | AFC Champions League        | AFC Champions League           | 1          |            |
| Amistosos de Pretemporada |                             |                                |            |            |
| Región                    | Competición                 | Competición                    | Licencia   | Notas      |
| Global                    | International Champions Cup | International Champions Cup    | 1          | Nueva      |
| Ficticio                  |                             |                                |            |            |
| Global                    | Liga Konami                 | Liga Konami                    | 5          |            |
| Global                    | Copa Konami                 | Copa Konami                    | 5          |            |

| Selecciones nacionales | Selecciones nacionales            | Selecciones nacionales | Selecciones nacionales |
| Región                 | Competición                       | Competición            | Licencia               |
| ---------------------- | --------------------------------- | ---------------------- | ---------------------- |
| Global                 | Copa Mundial de Fútbol de la FIFA | International Cup      | 5                      |
| Europa                 | UEFA Euro                         | European Cup           | 5                      |
| América                | Copa América y Copa Oro           | American Cup           | 5                      |
| Asia Oceanía           | Copa Asiática y Copa de Oceanía   | Asia Oceanian Cup      | 5                      |
| África                 | Copa Africana de Naciones         | African Cup            | 5                      |

1: Licencia completa.
2: Logo y nombre de la competición no están licenciados.
3: Logo y nombre de la competición, más escudos y nombres de algunos equipos no están licenciados.
| 1. 2. 3. |

4: Logo y nombre de la competición, más escudos y nombres de todos los equipos no están licenciados.
5: Ficticia.
|  |

### Otros equipos
| Europa          | Europa              | Europa | Europa | Europa |
| País            | Equipo              |        |        |        |
| --------------- | ------------------- | ------ | ------ | ------ |
| Alemania        | Bayer Leverkusen    |        |        |        |
| Alemania        | FC Schalke 04       |        |        |        |
| Croacia         | GNK Dinamo Zagreb   |        |        |        |
| Grecia          | AEK Atenas F.C.     |        |        |        |
| Grecia          | Olympiacos F.C.     |        |        |        |
| Grecia          | Panathinaikos FC    |        |        |        |
| Grecia          | PAOK Salónica FC    |        |        |        |
| Rumania         | Steaua de Bucarest  |        |        |        |
| República Checa | SK Slavia Praga     |        |        |        |
| Suecia          | Malmö FF            |        |        |        |
| Ucrania         | FC Dinamo de Kiev   |        |        |        |
| Ucrania         | FK Shakhtar Donetsk |        |        |        |
| Latinoamérica   |                     |        |        |        |
| Brasil          | Red Bull Brasil     |        |        |        |
| Perú            | Alianza Lima        |        |        |        |
| Perú            | Sporting Cristal    |        |        |        |

### AFC Champions League
La licencia de la AFC Champions League, otorga la posibilidad de jugar con los equipos participantes de la fase grupos de la edición 2018.
| AFC Champions League | AFC Champions League | AFC Champions League | AFC Champions League    |
| Zona Oeste           | Zona Oeste           | Zona Este            | Zona Este               |
| País                 | Equipo               | País                 | Equipo                  |
| -------------------- | -------------------- | -------------------- | ----------------------- |
| Irán                 | Esteghlal Teherán    | Australia            | Melbourne Victory       |
| Irán                 | Persépolis           | Australia            | Sidney FC               |
| Irán                 | TractorSazi Tabriz   | China                | Guangzhou Evergrande    |
| Irán                 | Zob Ahan             | China                | Shanghái Shenhua        |
| Catar                | Al-Duhail SC         | China                | Shanghai SIPG           |
| Catar                | Al-Gharafa           | China                | Tianjin Quanjian        |
| Catar                | Al-Rayyan            | Hong Kong            | Kitchee SC              |
| Catar                | Al Sadd SC           | Japón                | Cerezo Osaka            |
| Arabia Saudita       | Al-Ahli              | Japón                | Kashima Antlers         |
| Arabia Saudita       | Al-Hilal             | Japón                | Kashiwa Reysol          |
| EAU                  | Al Ain               | Japón                | Kawasaki Frontale       |
| EAU                  | Al-Jazira            | Corea del Sur        | Jeju United             |
| EAU                  | Al-Wahda             | Corea del Sur        | Jeonbuk Hyundai Motors  |
| EAU                  | Al-Wasl              | Corea del Sur        | Suwon Samsung Bluewings |
| Uzbekistán           | Lokomotiv            | Corea del Sur        | Ulsan Hyundai           |
| Uzbekistán           | Nasaf                | Tailandia            | Buriram United          |

## Selecciones nacionales
Las siguientes selecciones nacionales han sido confirmadas para PES 2019 a través de su sitio web oficial. Hay un total de 82 selecciones nacionales presentes en el videojuego; 26 selecciones están licenciadas completamente (esto quiere decir, con sus conjuntos, escudos, y jugadores reales), 27 selecciones tienen licenciados sus jugadores verdaderos, pero con conjuntos genéricos y la bandera del país en vez del escudo de su asociación, y 29 selecciones no tienen licencia y sus jugadores son ficticios. Se destaca la selección de Brasil, que tiene sus conjuntos y escudos licenciados pero sus jugadores son ficticios (pese a esto, debido a que los jugadores reales se encuentran presentes en el juego (como parte de las escuadras de sus respectivos clubes), se los puede añadir manualmente a su selección a través de la ventana de edición), y la licencia exclusiva de la selección de Croacia. 
| Región                | Selección              | Licencia | Notas                                     |
| --------------------- | ---------------------- | -------- | ----------------------------------------- |
| Europa                | Albania                | LC       |                                           |
| Europa                | Alemania               | LC       |                                           |
| Europa                | Austria                | 1        |                                           |
| Europa                | Bélgica                | LC       |                                           |
| Europa                | Bosnia-Herzegovina     | 2        |                                           |
| Europa                | Bulgaria               | 1        |                                           |
| Europa                | Croacia                | LC       | Exclusivo de PES                          |
| Europa                | Dinamarca              | 1        |                                           |
| Europa                | Escocia                | 1        |                                           |
| Europa                | Eslovaquia             | LC       |                                           |
| Europa                | Eslovenia              | 1        |                                           |
| Europa                | España                 | LC       |                                           |
| Europa                | Francia                | LC       | Revelado en la E3 2018                    |
| Europa                | Gales                  | LC       |                                           |
| Europa                | Grecia                 | 1        |                                           |
| Europa                | Hungría                | 1        |                                           |
| Europa                | Inglaterra             | LC       |                                           |
| Europa                | Irlanda                | 1        |                                           |
| Europa                | Irlanda del Norte      | LC       |                                           |
| Europa                | Islandia               | LC       |                                           |
| Europa                | Israel                 | 1        |                                           |
| Europa                | Italia                 | LC       |                                           |
| Europa                | Noruega                | 1        |                                           |
| Europa                | Países Bajos           | LC       |                                           |
| Europa                | Polonia                | LC       |                                           |
| Europa                | Portugal               | LC       |                                           |
| Europa                | República Checa        | LC       |                                           |
| Europa                | Rumania                | 1        |                                           |
| Europa                | Rusia                  | LC       |                                           |
| Europa                | Serbia                 | 2        |                                           |
| Europa                | Suecia                 | 1        |                                           |
| Europa                | Suiza                  | 1        |                                           |
| Europa                | Turquía                | LC       | Revelado en la Press Tour Turquía         |
| Europa                | Ucrania                | LC       |                                           |
| África                | Argelia                | 2        |                                           |
| África                | Burkina Faso           | 2        |                                           |
| África                | Camerún                | 1        |                                           |
| África                | Costa de Marfil        | 1        |                                           |
| África                | Egipto                 | 1        |                                           |
| África                | Ghana                  | 1        |                                           |
| África                | Guinea                 | 2        |                                           |
| África                | Malí                   | 2        |                                           |
| África                | Marruecos              | 1        |                                           |
| África                | Nigeria                | 2        |                                           |
| África                | Senegal                | 2        |                                           |
| África                | Sudáfrica              | 1        |                                           |
| África                | Túnez                  | 2        |                                           |
| África                | Zambia                 | 2        |                                           |
| Norte y Centroamérica | Costa Rica             | 1        |                                           |
| Norte y Centroamérica | Estados Unidos         | 2        |                                           |
| Norte y Centroamérica | Honduras               | 2        |                                           |
| Norte y Centroamérica | Jamaica                | 2        |                                           |
| Norte y Centroamérica | México                 | 2        |                                           |
| Norte y Centroamérica | Panamá                 | 2        |                                           |
| América del Sur       | Argentina              | LC       | Revelado en la E3 2018                    |
| América del Sur       | Bolivia                | 1        |                                           |
| América del Sur       | Brasil                 | LC       | Licencia de los jugadores vendría vía DLC |
| América del Sur       | Chile                  | LC       | Revelado en la Press Tour Chile           |
| América del Sur       | Colombia               | LC       | Revelado en la Press Tour Colombia        |
| América del Sur       | Ecuador                | 1        |                                           |
| América del Sur       | Paraguay               | 1        |                                           |
| América del Sur       | Perú                   | LC       | Revelado en evento realizado en Perú      |
| América del Sur       | Uruguay                | 1        |                                           |
| América del Sur       | Venezuela              | 1        |                                           |
| / Asia/Oceanía        | Arabia Saudita         | 2        |                                           |
| / Asia/Oceanía        | Australia              | 1        |                                           |
| / Asia/Oceanía        | China                  | 2        |                                           |
| / Asia/Oceanía        | Corea del Norte        | 2        |                                           |
| / Asia/Oceanía        | Corea del Sur          | 2        |                                           |
| / Asia/Oceanía        | Emiratos Árabes Unidos | 2        |                                           |
| / Asia/Oceanía        | Irak                   | 2        |                                           |
| / Asia/Oceanía        | Irán                   | 2        |                                           |
| / Asia/Oceanía        | Japón                  | LC       |                                           |
| / Asia/Oceanía        | Jordania               | 2        |                                           |
| / Asia/Oceanía        | Kuwait                 | 2        |                                           |
| / Asia/Oceanía        | Líbano                 | 2        |                                           |
| / Asia/Oceanía        | Nueva Zelanda          | 1        |                                           |
| / Asia/Oceanía        | Omán                   | 2        |                                           |
| / Asia/Oceanía        | Catar                  | 2        |                                           |
| / Asia/Oceanía        | Tailandia              | LC       | Vía DLC                                   |
| / Asia/Oceanía        | Uzbekistán             | 2        |                                           |

LC: Licencia completa.
1: Sólo licencia de los jugadores.
2: Sin licencia.

## Estadios
Los siguientes estadios fueron confirmados para PES 2019 por medio de una lista e imágenes presentes en el sitio web oficial de Pro Evolution Soccer, el Twitter oficial de PES Latam, en cuentas oficiales de los equipos partners y también en el Announcement Trailer revelado el día 9 de mayo de 2018.
| Licenciados                | Licenciados  | Licenciados                  | Licenciados                                      | Licenciados      | Licenciados      |
| Número                     | País         | Estadio                      | Equipo Local                                     | Notas            | Notas            |
| -------------------------- | ------------ | ---------------------------- | ------------------------------------------------ | ---------------- | ---------------- |
| 1                          | España       | Camp Nou                     | FC Barcelona                                     | Exclusivo de PES | Exclusivo de PES |
| 2                          | Alemania     | Veltins Arena                | Schalke 04                                       | Nuevo            | Nuevo            |
| 3                          | Inglaterra   | Anfield Road                 | Liverpool FC                                     |                  |                  |
| 4                          | Inglaterra   | Emirates Stadium             | Arsenal FC                                       |                  |                  |
| 5                          | Italia       | Giuseppe Meazza              | Internazionale de Milán                          |                  |                  |
| 6                          | Italia       | San Siro                     | AC Milan                                         |                  |                  |
| 7                          | Italia       | Stadio Olímpico de Roma      | Selección nacional de Italia SS Lazio AS Roma    |                  |                  |
| 8                          | Mónaco       | Stade Louis II               | AS Monaco                                        | Nuevo            | Vía DLC          |
| 9                          | Países Bajos | Johan Cruyff Arena           | Selección nacional de Holanda Ajax de Ámsterdam  | Nuevo            | Nuevo            |
| 10                         | Países Bajos | De Kuip                      | Feyenoord de Róterdam                            | Nuevo            | Vía DLC          |
| 11                         | Portugal     | Estádio José Alvalade        | Sporting CP                                      | Nuevo            | Nuevo            |
| 12                         | Escocia      | Celtic Park                  | Celtic FC                                        | Nuevo            | Vía DLC          |
| 13                         | Escocia      | Ibrox Stadium                | Rangers FC                                       | Nuevo            | Vía DLC          |
| 14                         | Suiza        | St. Jakob Park               | FC Basel                                         |                  |                  |
| 15                         | Turquía      | Şükrü Saracoğlu Stadium      | Fenerbahçe                                       | Nuevo            | Nuevo            |
| 16                         | Brasil       | Arena Corinthians            | SC Corinthians                                   |                  |                  |
| 17                         | Brasil       | Allianz Parque               | Palmeiras                                        |                  |                  |
| 18                         | Brasil       | Estadio Beira-Rio            | SC Internacional                                 |                  |                  |
| 19                         | Brasil       | Estadio Maracaná             | Selección nacional de Brasil Flamengo Fluminense |                  |                  |
| 20                         | Brasil       | Estadio Mineirão             | Cruzeiro                                         |                  |                  |
| 21                         | Brasil       | Estadio Morumbi              | São Paulo FC                                     |                  |                  |
| 22                         | Brasil       | Estadio Palestra Itália      | Palmeiras                                        | Nuevo            | Via DLC          |
| 23                         | Brasil       | Estadio São Januário         | Vasco da Gama                                    |                  |                  |
| 24                         | Brasil       | Estadio Urbano Caldeira      | Santos FC                                        |                  |                  |
| 25                         | Argentina    | El Monumental                | Selección nacional de Argentina River Plate      |                  |                  |
| 26                         | Argentina    | La Bombonera                 | Boca Juniors                                     | Exclusivo de PES | Exclusivo de PES |
| 27                         | Chile        | Estadio Nacional de Chile    | Selección nacional de Chile Universidad de Chile |                  |                  |
| 28                         | Chile        | Monumental                   | Colo-Colo                                        | Nuevo            | Nuevo            |
| 29                         | Perú         | Estadio Alejandro Villanueva | Alianza Lima                                     | Nuevo            | Nuevo            |
| 30                         | Japón        | Saitama Stadium 2002         | Urawa Red Diamonds                               |                  |                  |
| Ficticios y no licenciados |              |                              |                                                  |                  |                  |
| 31                         | Ficticio     | KONAMI Stadium               |                                                  |                  |                  |
| 32                         | Ficticio     | PES LEAGUE Stadium           |                                                  |                  |                  |
| 33                         | Ficticio     | Neu Sonne Arena              |                                                  |                  |                  |
| 34                         | Ficticio     | Metropole Arena              |                                                  |                  |                  |
| 35                         | Ficticio     | Hoofdstad Stadion            |                                                  |                  |                  |
| 36                         | Ficticio     | Estadio Campeones            |                                                  |                  |                  |
| 37                         | Ficticio     | Estadio de Escorpião         |                                                  |                  |                  |
| 38                         | Ficticio     | Estadio del Nuevo Triunfo    |                                                  |                  |                  |
| 39                         | Ficticio     | Stade de Sagittaire          |                                                  |                  |                  |
| 40                         | Ficticio     | Studio Orione                |                                                  |                  |                  |
| 41                         | Ficticio     | Burg Stadion                 |                                                  |                  |                  |
| 42                         | Ficticio     | Estadio del Martingal        |                                                  |                  |                  |
| 43                         | Ficticio     | Rose Park Stadium            |                                                  |                  |                  |
| 44                         | Ficticio     | Coliseo de los Deportes      |                                                  |                  |                  |
| 45                         | Ficticio     | Sports Park                  |                                                  |                  |                  |
| 46                         | Ficticio     | Village Road                 |                                                  |                  |                  |
| 47                         | Ficticio     | Stadio Nazionale             |                                                  |                  |                  |
| 48                         | Ficticio     | Estadio del Tauro            | Nuevo                                            | Nuevo            | Nuevo            |
| 49                         | Ficticio     | eFootball.Pro Arena          | Nuevo                                            | Nuevo            | Vía DLC          |

## Comentaristas
Los comentaristas mencionados fueron mostrados en el tráiler oficial del juego y serán los mismos que aparecieron en Pro Evolution Soccer 2018.
| Idioma    | Región                             | Comentarista(s)                             | Notas  |
| --------- | ---------------------------------- | ------------------------------------------- | ------ |
| Alemán    | Alemania                           | Marco Hagemann Hansi Küpper                 |        |
| Árabe     | Arabia Saudita                     | Fahad Al-Otaibi                             |        |
| Chino     | China                              | Wang Tao Miao Kun                           |        |
| Chino     | Hong Kong                          | Vince Ng Keyman Ma                          |        |
| Español   | Argentina                          | Rodolfo de Paoli Diego Latorre              | [ 39 ] |
| Español   | Chile                              | Claudio Palma Aldo Schiappacasse            |        |
| Español   | España                             | Carlos Martínez Julio Maldonado (Maldini)   |        |
| Español   | México                             | Christian Martinoli Luis García             |        |
| Francés   | Francia                            | Grégoire Margotton Darren Tulett            |        |
| Griego    | Grecia                             | Christos Sotirakopoulos Yiorgos Thanailakis |        |
| Inglés    | Reino Unido Estados Unidos Irlanda | Peter Drury Jim Beglin                      | [ 40 ] |
| Italiano  | Italia                             | Fabio Caressa Luca Marchegiani              | [ 41 ] |
| Japonés   | Japón                              | Jon Kabira Tsuyoshi Kitazawa                |        |
| Portugués | Brasil                             | Milton Leite Mauro Beting                   | [ 42 ] |
| Portugués | Portugal                           | Pedro Sousa Luís Freitas Lobo               |        |

## Leyendas MyClub
Las siguientes leyendas fueron reveladas para el modo MyClub de PES 2019:
| Jugador               | Notas                                                                                        | Notas |
| --------------------- | -------------------------------------------------------------------------------------------- | ----- |
| David Beckham         | Revelado en la Legend Edition del Sitio web oficial de PES 2019                              |       |
| Diego Maradona        | Revelado en la Legend Edition del Sitio web oficial de PES 2019                              |       |
| Esteban Cambiasso     | Revelado en el Twitter oficial de Pro Evolution Soccer; parte de las Leyendas de Inter Milán |       |
| Pavel Nedved          | Revelado en la Legend Edition del Sitio web oficial de PES 2019                              |       |
| Patrick Vieira        | Revelado en la Legend Edition del Sitio web oficial de PES 2019                              |       |
| Youri Djorkaeff       | Revelado en el Twitter oficial de Pro Evolution Soccer; parte de las Leyendas de Inter Milán |       |
| Cafú                  | Revelado en la Legend Edition del Sitio web oficial de PES 2019                              |       |
| Roberto Carlos        | Revelado en la Legend Edition del Sitio web oficial de PES 2019                              |       |
| Oliver Kahn           | Revelado en la Legend Edition del Sitio web oficial de PES 2019                              |       |
| Lothar Matthäus       | Revelado en la Legend Edition del Sitio web oficial de PES 2019                              |       |
| Johan Cruyff          | Revelado en la Legend Edition del Sitio web oficial de PES 2019                              |       |
| Ruud Gullit           | Revelado en la Legend Edition del Sitio web oficial de PES 2019                              |       |
| Paolo Maldini         | Revelado en la Legend Edition del Sitio web oficial de PES 2019                              |       |
| Romário               | Revelado en la Legend Edition del Sitio web oficial de PES 2019                              |       |
| Ronaldinho Gaúcho     | Revelado en el PES World Tour de Portugal                                                    |       |
| Bebeto                | Revelado en el PES World Tour de Portugal                                                    |       |
| Adriano Leite Ribeiro | Revelado en el Twitter oficial de Pro Evolution Soccer; parte de las Leyendas de Inter Milán |       |
| Michael Owen          | Revelado en el PES World Tour de Portugal; parte de las Leyendas de Liverpool                |       |
| Robbie Fowler         | Revelado en el PES World Tour de Portugal; parte de las Leyendas de Liverpool                |       |
| Steven Gerrard        | Revelado en el PES World Tour de Portugal; parte de las Leyendas de Liverpool                |       |
| Kevin Keegan          | Revelado en el PES World Tour de Portugal; parte de las Leyendas de Liverpool                |       |
| Steve McManaman       | Revelado en el PES World Tour de Portugal; parte de las Leyendas de Liverpool                |       |
| Ian Rush              | Revelado en el PES World Tour de Portugal; parte de las Leyendas de Liverpool                |       |
| Kenny Dalglish        | Revelado en el PES World Tour de Portugal; parte de las Leyendas de Liverpool                |       |
| Alessandro Del Piero  | Revelado en el PES World Tour de Portugal                                                    |       |
| Marcelo Salas         | Revelado en el PES World Tour de Chile                                                       |       |
| Iván Zamorano         | Revelado en el PES World Tour de Chile                                                       |       |
| Luís Figo             | Revelado en el PES World Tour de Portugal                                                    |       |
| Diego Aguirre         | Revelado en el anuncio de São Paulo como partner de PES                                      |       |
| Álvaro Recoba         | Revelado en el Twitter oficial de Pro Evolution Soccer; parte de las Leyendas de Inter Milán |       |
| Franco Baresi         | Parte de las Leyendas de Milan                                                               |       |
| Daniele Massaro       | Parte de las Leyendas de Milan                                                               |       |
| Christian Abbiati     | Parte de las Leyendas de Milan                                                               |       |
| Dida                  | Parte de las Leyendas de Milan                                                               |       |
| Robert Pirès          | Parte de las Leyendas de Arsenal                                                             |       |
| Sol Campbell          | Parte de las Leyendas de Arsenal                                                             |       |
| Gilberto Silva        | Parte de las Leyendas de Arsenal                                                             |       |
| Fredrik Ljungberg     | Parte de las Leyendas de Arsenal                                                             |       |
| Emmanuel Petit        | Parte de las Leyendas de Arsenal                                                             |       |
| Denilson              | Parte de las Leyendas de São Paulo                                                           |       |
| Diego Lugano          | Parte de las Leyendas de São Paulo                                                           |       |
| Ricardo Rocha         | Parte de las Leyendas de São Paulo                                                           |       |
| Raí                   | Parte de las Leyendas de São Paulo                                                           |       |
| Gabriel Batistuta     |                                                                                              |       |
| Dejan Stanković       | Parte de las Leyendas de Inter Milán                                                         |       |
| Francesco Toldo       | Parte de las Leyendas de Inter Milán                                                         |       |
| Walter Samuel         | Parte de las Leyendas de Inter Milán                                                         |       |
| Javier Zanetti        | Parte de las Leyendas de Inter Milán                                                         |       |
| Francesco Totti       |                                                                                              |       |
| Hidetoshi Nakata      |                                                                                              |       |
| Park Ji-Sung          |                                                                                              |       |
| Ludovic Giuly         |                                                                                              |       |
| Patrick Kluivert      |                                                                                              |       |

## Banda sonora
Esta es la lista de canciones que incluye PES 2019:
| Número | Autor(es)                     | Canción                        | Duración |
| ------ | ----------------------------- | ------------------------------ | -------- |
| 1      | Alizzz                        | Flex                           | 2:29     |
| 2      | Anna of the North             | Fire                           | 2:45     |
| 3      | AWOLNATION                    | Passion                        | 3:21     |
| 4      | Boy Azooga                    | Loner Boogie                   | 2:05     |
| 5      | Clap! Clap!                   | Ar-Raqis                       | 2:40     |
| 6      | Clément Bazin                 | Romeo                          | 3:41     |
| 7      | Demob Happy                   | Dead Dreamers                  | 3:35     |
| 8      | FEMME                         | Dum Dum                        | 4:11     |
| 9      | George FitzGerald             | Two Moons Under                | 5:01     |
| 10     | Jay Prince                    | Father, Father                 | 3:26     |
| 11     | Kelela                        | LMK                            | 3:38     |
| 12     | Kíruma                        | How Did We Get Here            | 3:49     |
| 13     | NVDES                         | Ou La La La (All Eyes on Us)   | 2:17     |
| 14     | Saba Daoud                    | Where Ideas Sing (feat. Daoud) | 3:39     |
| 15     | Sampa The Great               | I Am Me                        | 3:33     |
| 16     | Suzi Island                   | Show Me the Way                | 3:49     |
| 17     | The Amazons                   | Black Magic                    | 4:31     |
| 18     | The Go! Team                  | Mayday                         | 3:57     |
| 19     | The Killers                   | The Man                        | 4:10     |
| 20     | The View Tones                | Stand Up                       | 2:45     |
| 21     | Tshegue                       | When You Walk                  | 3:54     |
| 22     | WΩLF BLACK                    | Stop Me                        | 4:17     |
| 23     | X Ambassadors Jamie N Commons | Jungle                         | 3:09     |
| 24     | Zak Abel                      | Still Want UUU                 | 3:12     |

## Actualizaciones

### Data Pack 1.0
Fue lanzado el 28 de agosto de 2018:
- Inclusión de los trofeos de la Superliga Argentina, el Campeonato Scotiabank y la Jupiter Pro League.

- Inclusión de 5 nuevos modelos de botas de Nike.

- Inclusión de 1 nuevo balón, el Ordem V ANFP, que se utiliza en el Campeonato Scotiabank de Chile.

- Caras actualizadas y uniformes actualizados de varios equipos y selecciones nacionales.

### Data Pack 2.0[44]
Lanzado el 25 de octubre del 2018:
- Inclusión por primera vez en la historia de la saga de la Superliga de China y de la Thai League (Liga de Tailandia).

- Actualizaciones de gameplay, centrándose en el rendimiento de la IA.

- Más de 100 caras de jugadores.

- Inclusión de 9 nuevos modelos de botas de Nike, Adidas y Puma.

- Inclusión del Stade Louis II del AS Mónaco y el eFootball.Pro Arena.

- Inclusión de 11 nuevas leyendas. Adriano Leite, Youri Djorkaeff, Esteban Cambiasso, Álvaro Recoba, Zico, Paul Scholes, Patrick Kluivert, Francesco Toldo, Javier Zanetti, Walter Samuel y Dejan Stanković (estos 4 últimos regresan).

### Data Pack 3.0[45]
Lanzado el 6 de diciembre de 2018:
- Más de 50 caras de jugadores.

- Inclusión de 2 nuevos balones, el Argentum de la Superliga Argentina y el Merlin RPL de la Liga Premier de Rusia.

- Inclusión del trofeo de la Superliga de China.

- Inclusión de 12 nuevos modelos de botas de Adidas, Puma, Mizuno, New Balance y Umbro.

- Inclusión de nuevas equipaciones de las selecciones nacionales de Ucrania, Perú y Tailandia, como también de Corinthians y Vasco da Gama.

- Inclusión del De Kuip del Feyenoord de Róterdam y el Estadio Palestra Itália, antiguo estadio del Palmeiras.

- Inclusión de 6 nuevas leyendas, Gabriel Batistuta, Denílson, Ludovic Giuly, Raí, Diego Lugano y Ricardo Rocha.

### Data Pack 4.0
Lanzado el 7 de febrero de 2019.
- Más de 82 caras de jugadores.

- Inclusión de 2 nuevos balones: el Nike Ordem de la Superliga de China y el Ulhsport Elysia de invierno de la Ligue 1.

- Inclusión de 13 nuevos modelos de botas de Adidas, Joma, Puma, Nike y Umbro.

- Fueron actualizadas y modificadas algunas equipaciones sudamericanas destacando a las selecciones nacionales de Argentina y Colombia, como Alianza Lima y Sporting Cristal.

- Inclusión de 2 nuevos estadios: el Celtic Park del Celtic y el  Ibrox del Rangers, ambos de Escocia.

- Inclusión de 12 nuevas leyendas.

### Data Pack 5.0[46]
Lanzado el 3 de abril de 2019.
- Más de 50 kits de equipos actualizados.
- Actualizaciones de datos de jugadores y escudos de la CFA Super League y la Liga Tailandesa.
- Inclusión de un nuevo balón: la Nike Merlin de la Liga Tailandesa.
- Más de 60 actualizaciones de cartas de ligas y clubes de todo el mundo.
- El diseño del photocall de entrevistas del Corinthians y Palmeiras se ha actualizado.
- Añadidas nuevas fotos de perfil de jugadores.

### Data Pack 6.0[47]
Lanzado el 30 de mayo de 2019.
- Caras actualizadas de algunos jugadores.
- Fotos actualizadas de algunos jugadores.